# 6592 Гоя
6592 Гоя (6592 Goya) — астероїд головного поясу, відкритий 3 жовтня 1986 року.
Тіссеранів параметр щодо Юпітера — 3,320.